# James Roday
James Roday, pseudonimo di James David Rodríguez (San Antonio, 4 aprile 1976), è un attore statunitense, conosciuto principalmente per il ruolo di Shawn Spencer nella serie televisiva Psych.

## Biografia

### Primi anni
Roday nasce a San Antonio, nel Texas, figlio unico di James "Jim" Rodríguez, un ex sergente capo della United States Air Force d'origini messicane, e di Deborah Collins, una casalinga d'origini scozzesi, inglesi ed irlandesi. Diplomatosi alla William Howard Taft High School di San Antonio, studia teatro al Teatro Sperimentale Wing dell'Università di New York, dove consegue la laurea in belle arti. È anche codirettore artistico della Red Dog Squadron, una compagnia teatrale di cui lui è fondatore insieme a Brad Raider.

### Carriera

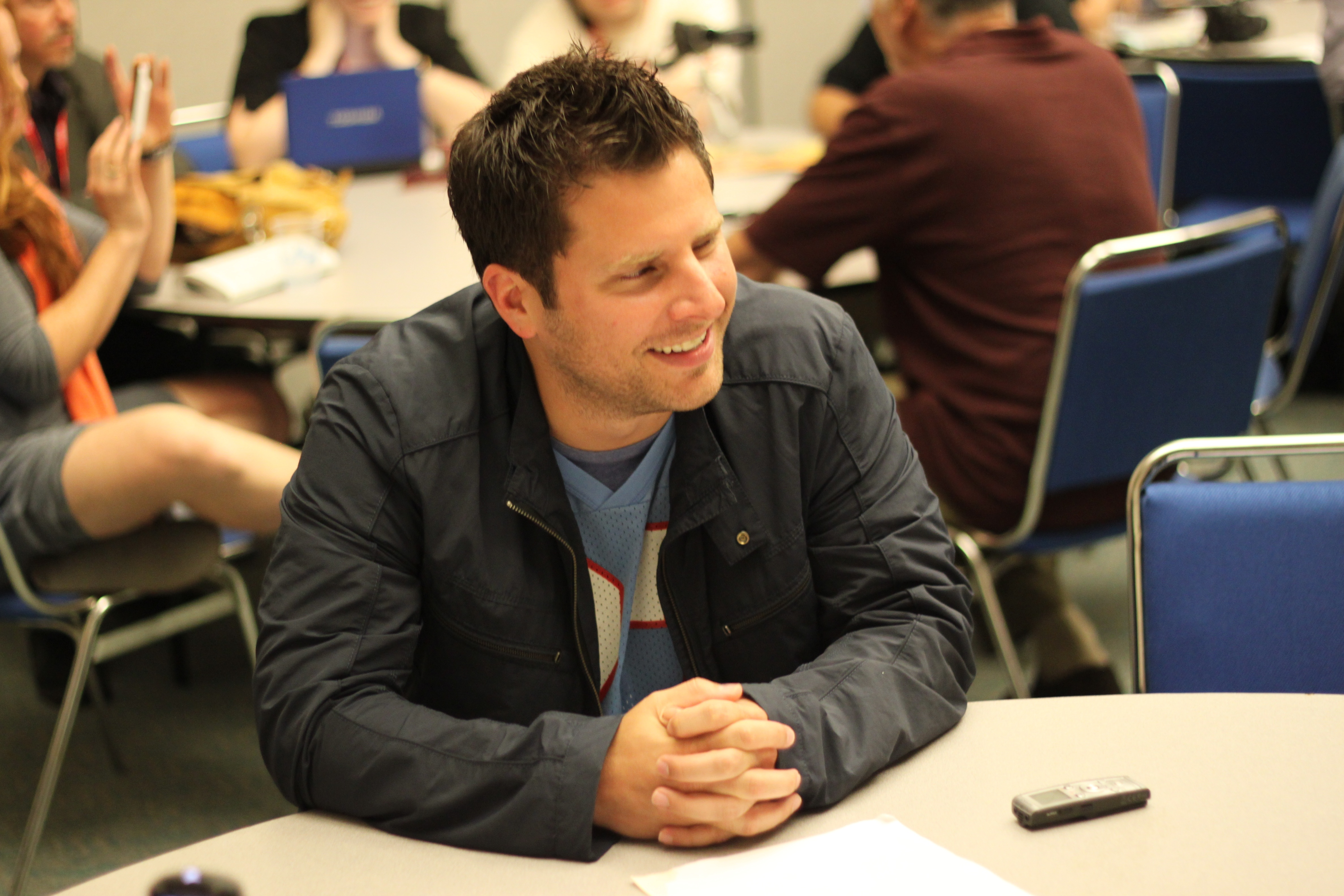
Roday nel 2011.

Ha iniziato a recitare a 8 anni sui palchi della sua città di San Antonio. Ha recitato in diverse produzioni teatrali tra cui Tre sorelle, La dodicesima notte come Sebastian, A Respectable Wedding, Severity's Mistress e Sexual Perversity in Chicago con la Red Dog Squadron. Debutta sul grande schermo con un film indipendente Coming Soon del 1999. Nel 2002 è tra i protagonisti del film Repli-Kate, per la regia di Frank Longo, insieme a Ali Landry e Desmond Askew. Nel 2003 ha la parte di protagonista in Rolling Kansas. Nel 2005 partecipa alla trasposizione cinematografica di Hazzard nella parte di Billy Prickett. Nel 2006 prende parte al film Beerfest. Dietro le quinte lui e i suoi amici sceneggiatori Todd Harthan e James DeMonac scrivono la sceneggiatura del film horror Skinwalkers - La notte della luna rossa.
Per la televisione ha recitato nella serie televisiva della NBC Miss Match nel ruolo di Nick Paine e in First Years nel ruolo di Edgar "Egg" Ross, un tirocinante di uno studio legale. A partire dal 2006 interpreta il ruolo del protagonista Shawn Spencer nella serie televisiva Psych. Il 25 gennaio 2010 avrebbe dovuto partecipare come ospite speciale al WWE RAW col co-protagonista di Psych Dulé Hill ma a causa di un'appendicectomia ha dovuto rinunciare, ma è stato comunque contattato dallo speaker dello show tramite telefono. Ha diretto e co-scritto l'ultimo episodio della quarta stagione di Psych intitolato Sulla scia di Hitchcock che è andato in onda il 10 marzo 2010 sulla rete americana USA Network. Il 12 marzo è prevista una sua apparizione negli Show della WWE, precisamente nel Roster di Raw.

## Vita privata
Roday ha avuto una relazione con la co-star di Psych Maggie Lawson, dall'estate 2006 fino a metà 2013.

## Filmografia

### Attore

#### Cinema
- Coming Soon, regia di Colette Burson (1999)
- Believe, regia di Aaron Saidman - cortometraggio (2000)
- Thank Heaven, regia di John Mallory Asher (2001)
- Repli-Kate, regia di Frank Longo (2002)
- Showtime, regia di Tom Dey (2002)
- Rolling Kansas, regia di Thomas Haden Church (2003)
- Non bussare alla mia porta (Don't Come Knocking), regia di Wim Wenders (2005)
- Hazzard, regia di Jay Chandrasekhar (2005)
- Beerfest, regia di Jay Chandrasekhar (2006)
- Skinwalkers - La notte della luna rossa (Skinwalkers), regia di James Isaac (2006)
- Gamer, regia di Mark Neveldine e Brian Taylor (2009)
- Anime gemelle (Baby, Baby, Baby), regia di Brian Klugman (2015)
- Gravy, regia di James Roday (2015)
- Buddy Games, regia di Josh Duhamel (2019)

#### Televisione
- Ryan Caulfield: Year One - serie TV, 2 episodi (1999)
- Get Real - serie TV, episodio 1x11 (2000)
- First Years - serie TV, 9 episodi (2001)
- Providence - serie TV, episodio 4x13 (2002)
- Miss Match - serie TV, 18 episodi (2003)
- Psych - serie TV, 121 episodi (2006-2014)
- Fear Itself - serie TV, episodio 1x04 (2008)
- Love Bites - serie TV, episodio 1x06 (2008)
- Psych: il musical (Psych: The Musical), regia di Steve Franks – film TV (2013)
- Psych: The Movie, regia di Steve Franks – film TV (2017)
- Un milione di piccole cose (A Million Little Things) – serie TV (2018-2023)
- Psych 2: Lassie Come Home (2020)
- Psych 3: This Is Gus (2021)

### Regista
- Psych – serie TV, 8 episodi (2009-2014)
- Battle Creek – TV, episodio 1x12 (2015)
- Gravy (2015)
- Rosewood – serie TV, 5 episodi (2015-2017)
- Blood Drive – serie TV, 2 episodi (2017)
- The Resident – serie TV, 3 episodi (2018)
- Into the Dark – serie TV, episodio 1x06 (2019)

## Doppiatori italiani
Nelle versioni in italiano delle opere in cui ha recitato, James Roday è stato doppiato da:
- Stefano Crescentini in Psych, Psych: il musical, Un milione di piccole cose
- Roberto Certomà in Miss Match
- Francesco Bulckaen in Repli-Kate
- Christian Iansante in Hazzard

## Premi e riconoscimenti
- Satellite Awards
  - 2006, Miglior attore in una commedia o musical televisivo - Psych (Nomination)
- NCLR ALMA Award
  - 2008, Miglior attore in una commedia televisiva - Psych (Nomination)
- Ewwy Award
  - 2009, Miglior attore in una commedia televisiva - Psych (Nomination)
- È stato inserito dalla rivista People al 62º posto nella classifica dei "100 Uomini Più Belli Del 2007".